# Pia-Sophie Oldhafer
Pia-Sophie Stahr geb. Oldhafer (* 1. Juli 1992 in Hannover) ist eine deutsche Hockey-Nationalspielerin.

## Werdegang
Pia-Sophie Oldhafer begann beim ETuF Essen mit dem Hockeyspiel. In der Jugend spielte sie bei Eintracht Celle und beim Uhlenhorster HC in Hamburg. Über Eintracht Braunschweig und Oranje Zwart aus Eindhoven gelangt sie zum KTHC Stadion Rot-Weiss nach Köln, mit dem sie 2016 Deutsche Freilufthockey-Vizemeisterin war.
Oldhafer spielte 2008 mit der deutschen U-16-Nationalmannschaft und rückte später in die Frauennationalmannschaft auf. Bei den Olympischen Spielen 2016 in Rio de Janeiro gewann sie mit der deutschen Mannschaft das Spiel um die Bronzemedaille gegen Neuseeland. Insgesamt absolvierte Pia-Sophie Oldhafer bislang 64 Länderspiele.
Für den Gewinn der Bronzemedaille erhielt sie am 1. November 2016 das Silberne Lorbeerblatt.
Pia-Sophie Oldhafer studierte Architektur an der RWTH Aachen. Sie ist die Schwester des Fußballschiedsrichters Konrad Oldhafer und des Hockey-Bundesligaspielers Clemens Oldhafer.